# Belen (Hatay)
Belen ist eine Kreisstadt in der türkischen Provinz Hatay. Gleichzeitig ist Belen Hauptort des gleichnamigen Landkreises. Die Stadt hat 21.936 und der Landkreis 28.950 Einwohner (Stand 2010). Belen liegt im südlichen Teil der Amanosberge in einem Talkessel gen Mittelmeer.  Höchster Punkt Belens ist der Çobandede mit 1722 m.
1552 legte Sultan Süleyman I. den Grundstein für die erste Siedlung namens Tepecik. Der Ort wurde wenige Kilometer südlich von İskenderun an der Stelle der Syrischen Pforte (auch Beilan Pass genannt) gegründet. Die Pforte war ein wichtiger Durchgang zwischen Kilikien und Syrien. Tepecik sollte ein Zwischenstopp auf einer neuen Route zwischen Aleppo und İskenderun sein. In den Berichten des osmanischen Reisenden Evliya Çelebi, der 1648 hier verweilte, hieß der Ort schon Belen. Das Wort Belen stammt vermutlich von dem griechischen Wort für Pforte (Pylan). 1770 wurde mehr Menschen hier angesiedelt und der Ort Beylan genannt. 1885 wurde das Bürgermeisteramt eingerichtet (tr. Belediye). Die türkische Fernstraße D817 (Europastraße 91) führt von İskenderun durch die Pforte nach Antakya.